# Ombrellino

Ombrellino

Een ombrellino is een bijzondere vorm van baldakijn en een van de insignes van de pausen van Rome. De ombrellino wordt vaak bij vergissing gonfalone genoemd maar dat is een Italiaanse banier. De verwarring is ontstaan omdat op de pauselijke gonfalone vaak een ombrellino was afgebeeld.
De gonfalone werd net als de ombrellino voor de paus aangedragen. Een aantal families en sommige hoge functionarissen van Vaticaan en curie mogen een ombrellino in enige vorm op het schild of in het wapen plaatsen.